# 11G busz (Székesfehérvár)
A székesfehérvári 11G jelzésű autóbusz a Sóstói bevásárlóközpont és a Csapó utca között közlekedik, munkanapokon, egy indulással a Belváros felé. A viszonylatot a Volánbusz üzemelteti.

## Története
A 11-es vonal gyorsjárataként 1976-ban – a helyi tömegközlekedési hálózat átszervezésével – jött létre, munkásjárati funkcióra. Korábban a három műszak váltásaikor közlekedett, mindkét irányban. 2000-ben még munkanapokon 4-4 járata volt, napjainkban pedig már mindössze egyszer, a délutáni csúcsidőben jár, és csak egy irányban.
A vonal a 2024. április 2-ai menetrendváltással beolvadt a 11A vonalba, majd 2024. június 22.-ével újra önálló vonalként üzemel, mindkét irányba meghosszabbítva. 

## Útvonala
| Csapó utca felé |
| --- |
| Sóstói bevásárlóközpont vá. – Holland fasor – Amerikai fasor – Japán utca – Vásárhelyi utca – Batthyány utca – Csikvári út – Széchenyi utca – Vörösmarty tér – Piac tér – Halász utca – Csapó utca vá. |

## Megállóhelyei
| 0  | Sóstói bevásárlóközpont induló végállomás | 11, 11A, 12, 12A, 15, 912 | Auchan                                                                            |
| 2  | Holland fasor 6.                          | 15, 912 |                                                                                   |
| 3  | Holland fasor 15.                         | 15, 912 |                                                                                   |
| 4  | Holland fasor / Amerikai fasor            | 15, 912 |                                                                                   |
| 7  | Ikarus 3. porta                           | 11, 11A, 912 | Ikarus gyár                                                                       |
| 8  | Ikarus 1. porta                           | 11, 11A, 912 S30 S34 S35 sebesvonat | Vasúti megállóhely, Ikarus gyár                                                   |
| 9  | Rádió utca                                | 11, 11A, 912 | Vasúti megállóhely                                                                |
| 13 | Horvát István utca                        | 11, 11A, 12, 12A, 12Y, 15, 15Y, 40, 41, 912 8040, 8046, 8047, 8048, 8049 |                                                                                   |
| 15 | Református Általános Iskola               | 11, 11A, 12, 12A, 12Y, 15, 15Y, 22, 23, 23E, 24, 25, 26, 26A, 36, 37, 38, 40, 41, 43, 44, 912 | Református templom, Talentum Református Általános Iskola, József Attila Kollégium |
| 17 | Autóbusz-állomás                          | 10, 11, 11A, 12, 12A, 12Y, 14, 14G, 15, 15Y, 26, 26A, 26G, 27, 36, 37, 38, 40, 41, 42, 43, 44, 912 707, 718, 747, 748, 749, 750, 751, 757, 758, 759, 8000, 8001, 8002, 8010, 8011, 8013, 8030, 8032, 8033, 8035, 8037, 8039, 8040, 8046, 8047, 8048, 8049, 8050, 8055, 8060, 8062, 8065, 8066, 8067, 8068, 8069, 8070, 8078, 8080, 8086, 8090, 8092, 8093, 8095, 8096, 8097, 8098, 8099 1172, 1173, 1174, 1204, 1205, 1215, 1229, 1507, 1510, 1512, 1529, 1563, 1706, 1707, 1734, 1758, 1803, 1808, 1809, 1822, 1823, 1824, 1826, 1840, 1841, 1842, 1843, 1844, 1845, 1853 | Autóbusz-állomás, Alba Plaza, Belváros                                            |
| 18 | Csapó utca végállomás                     | 11A, 12A, 15, 15Y, 17, 20, 40, 41, 42, 43, 44 |                                                                                   |